# John Dale
Pour les articles homonymes, voir Dale.
John Dale, né le 15 janvier 1953 à Sydney, est un écrivain australien, auteur de roman policier.

## Biographie
John Dale fait des études à l'université technologique de Sydney.
En 1996, il publie son premier roman, Dark Angel, pour lequel il est lauréat du prix Ned Kelly 1996 du meilleur premier roman. En 2000, il est remporte le même prix dans la catégorie True Crime pour son best-seller, Huckstepp: A Dangerous Life.

## Œuvre

### Romans

#### Romans
- Dark Angel (1996)
- The Dogs Are Barking (1999)
- Leaving Suzie Pye (2010)
- Detective Work (2015)

### Novellas
- Plenty (2013)

### Littérature d'enfance et de jeunesse
- Army of the Pure (2007)

### Autres ouvrages
- Huckstepp: A Dangerous Life (2000)
- Wild Life: A Story of Family, Infidelity and a Fatal Shooting (2004)

## Prix et distinctions

### Prix
- Prix Ned Kelly 1996 du meilleur premier roman pour Dark Angel[1]
- Prix Ned Kelly 2000 True Crime pour Huckstepp: A Dangerous Life[2]

### Nomination
- Prix Ned Kelly 1999 du meilleur roman pour The Dogs Are Barking[1]